# Instituto de Química da Universidade de São Paulo
O Instituto de Química da Universidade de São Paulo (IQ-USP) é uma unidade de ensino, pesquisa e extensão universitária nas áreas de química e bioquímica, vinculada à Universidade de São Paulo. Ainda que só tenha sido oficializado na reforma universitária de 1970, mais precisamente em 27 de fevereiro, desde 1966 já conta com prédio e professores próprios. Desde então é composto por dois departamentos: o de Química Fundamental e o de Bioquímica.

## História
Até a década de 1970, a Química e a Bioquímica existiam como disciplinas espalhadas em várias Faculdades e Escolas. Entre elas, destacavam-se o Departamento de Química da Faculdade de Filosofia, Ciências e Letras e a Escola Politécnica.
Já no que diz respeito à Bioquímica, nas faculdades em que seus cursos eram ministrados, havia um Departamento ou Cátedra dedicado a essa área do conhecimento.
Foi apenas em 1970, com a reforma universitária, que foi fundado o Instituto de Química da USP. Junto com ele constituíram dois departamentos: o de Química Fundamental e o de Bioquímica. Estes ganharam força com a adesão de docentes que até então estavam dispersos nos antigos locais onde se lecionavam Química e Bioquímica na Universidade.
Desde 2022, o cargo de direção do IQ-USP é ocupado pelo Prof. Dr. Pedro Vitoriano de Oliveira e a vice-direção é ocupada pelo Prof. Dr. Shaker Chuck Farah.

## Cursos de graduação
O ingresso nos cursos de graduação do IQ-USP ocorre pelo exame vestibular aplicado pela FUVEST. Nesse momento, o aluno pode optar pelos seguintes cursos:
- Bacharelado em Química e Licenciatura (período integral, 60 vagas, 8 semestres de duração);
- Bacharelado em Química Ambiental (período noturno, 30 vagas, 9 semestres de duração);
- Licenciatura em Química (período noturno, 30 vagas, 9 semestres de duração).

Após o término dos quatro primeiros semestres, caso seja feita opção pelo Bacharelado em Química e Licenciatura, o aluno pode escolher a estrutura curricular de sua preferência. São oferecidas as seguintes possibilidades:
- Bacharelado;
- Bacharelado com atribuições tecnológicas;
- Bacharelado com atribuições biotecnológicas;
- Licenciatura;
- Bacharelado com ênfase em bioquímica e biologia molecular.